# Jeux africains de 1999
Navigation
Édition précédente Édition suivante
Les VIIes Jeux africains se déroulent à Johannesbourg en Afrique du Sud du 10 au 19 septembre 1999. 
L'Afrique du Sud termine en tête du classement des médailles, devant le Nigeria et l'Égypte.

## Organisation
Le village des Jeux se situe dans le township d'Alexandra ; les travaux sont finalisés juste à l'ouverture de la compétition. Les athlètes font un retour globalement positif sur l'accueil et la sécurité, malgré quelques couacs (longues queues pour la nourriture et le transport, mauvaise communication entre officiels et athlètes).
La cérémonie d'ouverture se déroule devant moins de 15 000 spectateurs, le prix du billet de 60 rands étant trop élevé pour une grande partie de la population. Lors des préparatifs pour cette cérémonie, 600 enfants subissent une intoxication alimentaire provenant de repas distribués ; les Jeux se déroulent aussi dans un contexte de grèves. Quelques problèmes informatiques ralentissent le flux d'informations vers les médias.
Ces Jeux sont néanmoins considérés comme un succès pour l'Afrique du Sud, qui comptait sur ces Jeux pour montrer à la FIFA sa capacité à organiser un grand événement (l'Afrique du Sud organisera la Coupe du monde de football 2010). Juan Antonio Samaranch, présent à la cérémonie d'ouverture, déclarera que ces Jeux montrent que les Sud-Africains « peuvent organiser de grands événements ».

## Sports
Dix-huit sports sont au programme de ces Jeux africains, ainsi qu'un sport de démonstration : 
- Athlétisme
- Baseball
- Basket-ball
- Boxe
- Cyclisme
- Football
- Gymnastique
- Haltérophilie
- Handball
- Hockey sur gazon
- Judo
- Karaté
- Lutte
- Natation
- Netball (sport de démonstration)
- Taekwondo
- Tennis
- Tennis de table
- Volley-ball

Pour la première fois de l'histoire de la compétition, des handisportifs participent à des épreuves des Jeux.

### Hockey sur gazon
L'épreuve féminine de hockey sur gazon est rétrogradée en sport de démonstration après le forfait de l'équipe du Nigeria.

## Tableau des médailles
- Nation organisatrice

| Rang | Nation                    | Or  | Argent | Bronze | Total |
| ---- | ------------------------- | --- | ------ | ------ | ----- |
| 1    | Afrique du Sud            | 71  | 64     | 49     | 184   |
| 2    | Nigeria                   | 64  | 28     | 37     | 129   |
| 3    | Égypte                    | 53  | 60     | 45     | 158   |
| 4    | Tunisie                   | 20  | 20     | 23     | 63    |
| 5    | Algérie                   | 14  | 24     | 32     | 70    |
| 6    | Kenya                     | 10  | 10     | 20     | 40    |
| 7    | Cameroun                  | 6   | 13     | 22     | 41    |
| 8    | Sénégal                   | 6   | 10     | 9      | 25    |
| 9    | Éthiopie                  | 6   | 4      | 4      | 14    |
| 10   | Lesotho                   | 6   | 1      | 3      | 10    |
| 11   | Angola                    | 4   | 1      | 1      | 6     |
| 12   | Madagascar                | 4   | 3      | 7      | 14    |
| 13   | Ghana                     | 2   | 2      | 11     | 15    |
| 14   | Côte d'Ivoire             | 2   | 1      | 5      | 8     |
| 15   | Ouganda                   | 2   | 1      | 3      | 6     |
| 16   | Zimbabwe                  | 1   | 10     | 13     | 24    |
| 17   | Mauritius                 | 1   | 7      | 9      | 17    |
| 18   | Gabon                     | 1   | 3      | 6      | 0     |
| 19   | RD Congo                  | 1   | 1      | 2      | 4     |
| 20   | Mozambique                | 1   | 0      | 0      | 0     |
| 21   | Botswana                  | 0   | 3      | 2      | 5     |
| 22   | Seychelles                | 0   | 1      | 6      | 7     |
| 23   | Niger                     | 0   | 1      | 2      | 3     |
| 23   | Congo                     | 0   | 1      | 2      | 3     |
| 25   | Tanzanie                  | 0   | 1      | 0      | 1     |
| 25   | Zambie                    | 0   | 1      | 0      | 1     |
| 25   | Togo                      | 0   | 1      | 0      | 1     |
| 25   | Bénin                     | 0   | 1      | 0      | 1     |
| 29   | Swaziland                 | 0   | 0      | 4      | 4     |
| 30   | République centrafricaine | 0   | 0      | 2      | 2     |
| 30   | Mali                      | 0   | 0      | 2      | 2     |
| 30   | Namibie                   | 0   | 0      | 2      | 2     |
| 30   | Cap-Vert                  | 0   | 0      | 2      | 2     |
| 34   | Guinée-Bissau             | 0   | 0      | 1      | 1     |
| 34   | Libye                     | 0   | 0      | 1      | 1     |
| 34   | Malawi                    | 0   | 0      | 1      | 1     |
|      |                           | 224 | 223    | 280    | 727   |